# 甲斐真樹
甲斐 真樹（かい なおき、1965年 - ）は、日本の映画プロデューサー。

## 人物
映画製作会社スタイルジャムの代表を務める。これまでに青山真治監督の『サッド ヴァケイション』や『共喰い』などを製作した。

## フィルモグラフィー
- 誘う女（1995年）
- クレイジー・コップ 捜査はせん!（1995年）
- チンピラ（1996年）
- 狼の眼（1997年）
- 冷たい血（1997年）
- カオス（2000年）
- タイムレスメロディ（2000年）
- 忘れられぬ人々（2000年）
- パルコ フィクション（2002年）
- 水の女（2002年）
- アイデン&ティティ（2003年）
- 花（2003年）
- 酒井家のしあわせ（2006年）
- 雪に願うこと（2006年）
- パビリオン山椒魚（2006年）
- 転々（2007年）
- サッド ヴァケイション（2007年）
- たみおのしあわせ（2008年）
- 全然大丈夫（2008年）
- 色即ぜねれいしょん（2009年）
- eatrip（2009年）
- 時をかける少女（2010年）
- 東京プレイボーイクラブ（2011年）
- 共喰い（2013年）
- ローリング（2015年）
- 南瓜とマヨネーズ（2017年）
- 生きてるだけで、愛。（2018年）
- うみべの女の子（2021年）
- ぜんぶ、ボクのせい（2022年）
- グッバイ・クルエル・ワールド（2022年）
- 白鍵と黒鍵の間に（2023年）